# Barbara Neely
Barbara Ann Neely (Lebanon, 30 novembre 1941 – Filadelfia, 2 marzo 2020) è stata una scrittrice statunitense.

## Biografia
Nata nel 1941 a Lebanon, Pennsylvania, in una colonia di Pennsylvania Dutch, ha conseguito un Master's degree all'Università di Pittsburgh.
Dopo la laurea si dedica al sociale con la fondazione del centro di accoglienza per donne chiamato "Sally Side", la direzione del "Women for Economic Justice" e il lavoro al "Philadelphia Tutorial Project" che si occupava di aiutare giovani afroamericani.
Nel 1992 ha esordito nella narrativa gialla con il romanzo Blanche on the Lam, primo capitolo della serie (ancora inedita in Italia) avente per protagonista la collaboratrice domestica Blanche White, ottenendo un premio Agatha, un Macavity e un Anthony.
È morta a 78 anni il 2 marzo 2020 a Filadelfia.

## Opere

### Serie Blanche White
- Blanche on the Lam (1992)
- Blanche Among the Talented Tenth (1994)
- Blanche Cleans Up (1998)
- Blanche Passes Go (2000)

## Premi e riconoscimenti
- Premio Agatha per il miglior romanzo d'esordio: 1993 per Blanche on the Lam
- Premio Macavity per il miglior romanzo d'esordio: 1993 per Blanche on the Lam
- Premio Anthony per il miglior romanzo d'esordio: 1993 per Blanche on the Lam
- Grand Master Award: 2020